# Guimarães Open 2013
Il Guimarães Open 2013 è stato un torneo di tennis facente parte della categoria ATP Challenger Tour nell'ambito dell'ATP Challenger Tour 2013. È stata la 1ª edizione del torneo che si è giocata a Guimarães in Portogallo dal 22 al 28 luglio 2013 su campi in cemento e aveva un montepremi di €42,500.

## Partecipanti singolare

### Teste di serie
| Nazionalità | Giocatore               | Ranking* | Testa di serie |
| ----------- | ----------------------- | -------- | -------------- |
| Portogallo  | João Sousa              | 93       | 1              |
| Germania    | Benjamin Becker         | 99       | 2              |
| Giappone    | Gō Soeda                | 109      | 3              |
| Romania     | Marius Copil            | 136      | 4              |
| Spagna      | Daniel Muñoz de la Nava | 145      | 5              |
| Italia      | Matteo Viola            | 147      | 6              |
| Italia      | Flavio Cipolla          | 150      | 7              |
| Francia     | Josselin Ouanna         | 160      | 8              |

- Ranking al 15 luglio 2013.

### Altri partecipanti
Giocatori che hanno ricevuto una wild card:
- João Domingues
- Goncalo Pereira
- Frederico Ferreira Silva
- Rui Pedro Silva

Giocatori che sono passati dalle qualificazioni:
- Iván Arenas-Gualda
- Andrés Artunedo
- Matteo Donati
- Jaime Pulgar-García

## Vincitori

### Singolare
João Sousa ha battuto in finale  Marius Copil con il punteggio di 6–3, 6–0.

### Doppio
James Cluskey /  Maximilian Neuchrist hanno battuto in finale  Roberto Ortega-Olmedo /  Ricardo Villacorta-Alonso con il punteggio di 6(5)–7, 6–2, [10–8].